# 이븐 툴룬의 모스크

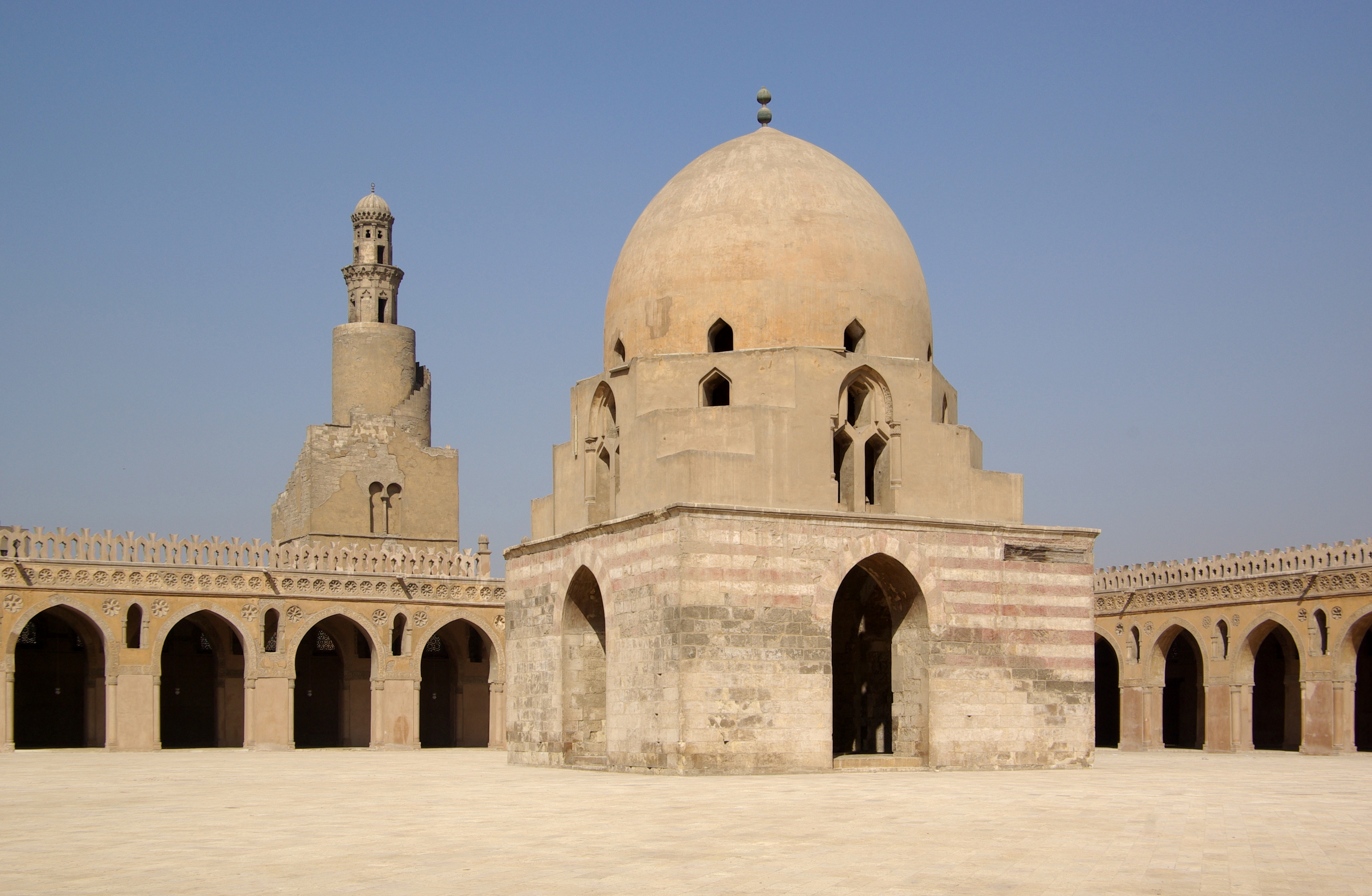
나선형 첨탑이 남아 있는 이븐 툴룬의 모스크

이븐 툴룬의 모스크(아랍어: مسجد أحمد بن طولون)는 이집트의 수도 카이로에 위치한 사원이다. 카이로에서 현존하는 모스크 중 가장 오래된 사원이다.

## 개요
이븐 툴룬의 모스크는 아바스 왕조의 이집트 총독인 아흐마드 이븐 툴룬이 지었다. 14세기 이집트 역사가 알 마크리즈의 기록에 따르면 이 사원은 876년부터 짓기 시작하여 879년에 완성되었다. 9세기에 건설된 사원으로, 같은 시기에 건설된 사마라의 말위야 미나렛과 마찬가지로 미나렛을 갖고 있다. 이러한 나선형의 미나렛은 아부 두라흐 사원과 함께 3개밖에 현존하지 않는다.